# Liste der Biografien/Milc
Liste der Biografien |
Portal Biografien |
Personensuche
# |
A |
B |
C |
D |
E |
F |
G |
H |
I |
J |
K |
L |
M |
N |
O |
P |
Q |
R |
S |
T |
U |
V |
W |
X |
Y |
Z |
?
 
Ma |
Mb |
Mc |
Md |
Me |
Mf |
Mg |
Mh |
Mi |
Mj |
Mk |
Ml |
Mm |
Mn |
Mo |
Mp |
Mq |
Mr |
Ms |
Mt |
Mu |
Mv |
Mw |
Mx |
My |
Mz
 
Mia |
Mib |
Mic |
Mid |
Mie |
Mif |
Mig |
Mih–Mik |
Mil |
Mim |
Min |
Mio |
Mip |
Miq |
Mir |
Mis |
Mit |
Miu |
Miv |
Miw |
Mix |
Miy |
Miz
 
Mila |
Milb |
Milc |
Mild |
Mile |
Milf |
Milg |
Milh |
Mili |
Milj |
Milk |
Mill |
Milm |
Miln |
Milo |
Milq |
Milr |
Mils |
Milt |
Milu |
Milv |
Milw |
Mily |
Milz
Die Liste der Biografien führt alle Personen auf, die in der deutschsprachigen Wikipedia einen Artikel haben. Dieses ist eine Teilliste mit 25 Einträgen von Personen, deren Namen mit den Buchstaben „Milc“ beginnt.

## Milc

### Milca
- Milcarz, Henryk (* 1950), polnischer Politiker, Mitglied des Sejm

### Milch
- Milch, Benno (1830–1907), deutscher Unternehmer
- Milch, David (* 1945), US-amerikanischer Drehbuchautor und Filmproduzent
- Milch, Dionys (* 1864), österreichischer Architekt
- Milch, Erhard (1892–1972), deutscher Generalfeldmarschall im Dritten ReichErhard Milch (1892–1972)

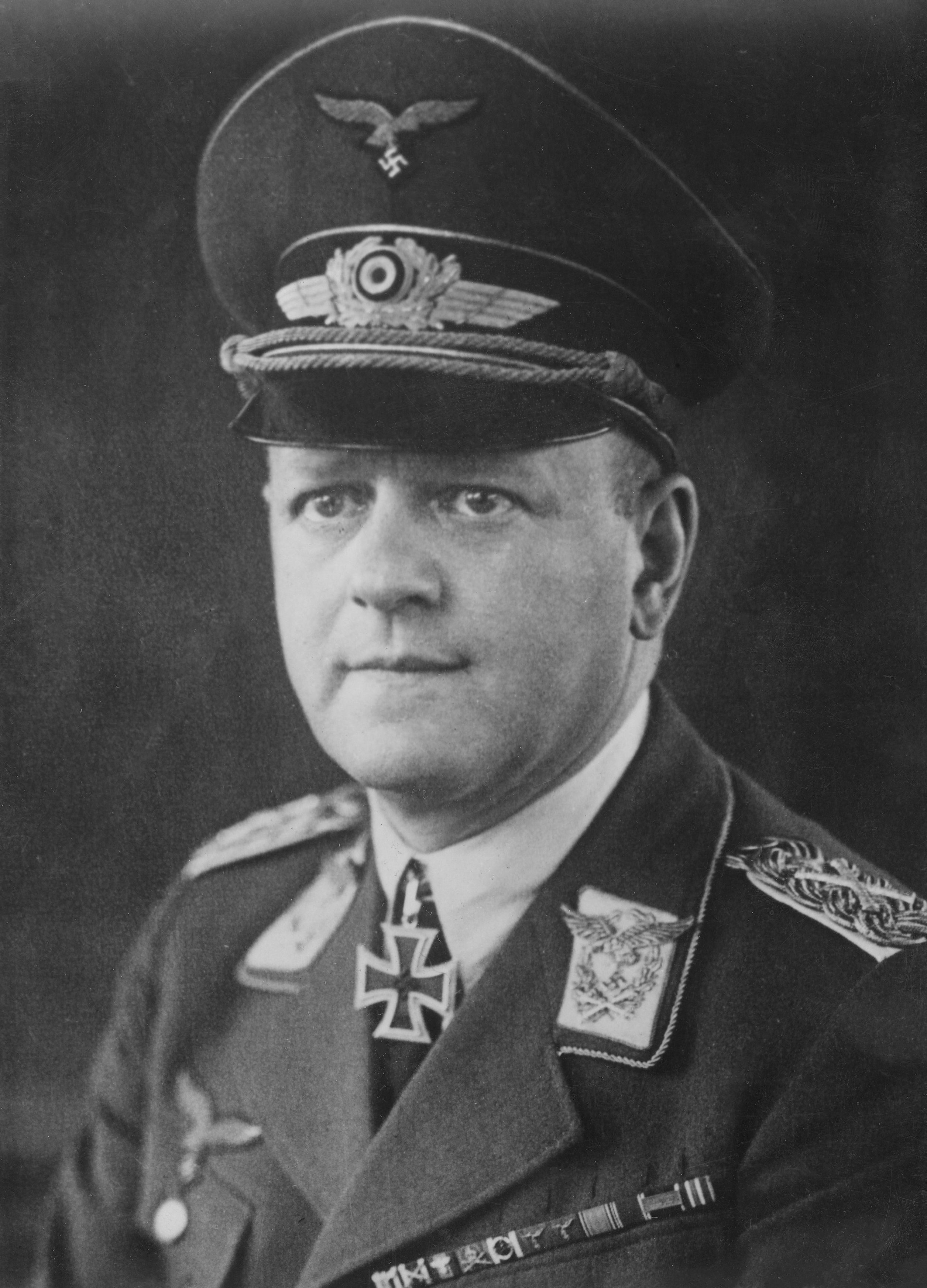
Erhard Milch (1892–1972)

- Milch, Hans (1924–1987), deutscher katholischer Theologe, Gründer der Actio spes unica
- Milch, Hugo (1836–1909), deutscher Bankmanager und Kommunalpolitiker
- Milch, Klara (1891–1970), österreichische Schwimmerin
- Milch, Ludwig (1867–1928), deutscher Geologe
- Milch, Werner (1903–1950), deutscher Germanist und Literaturhistoriker jüdischer Abstammung
- Milch, Werner (1903–1984), deutscher Jurist und Offizier der Wehrmacht
- Milch-Sheriff, Ella (* 1954), israelische Komponistin
- Milchan, Alexandra (* 1972), französische Filmproduzentin
- Milchan, Arnon (* 1944), israelischer Filmproduzent
- Milchert, Petra Verena (* 1957), deutsche Schauspielerin
- Milchhoefer, Arthur (1852–1903), deutscher Klassischer Archäologe
- Milchling von Schönstadt, Carl Theodor (1755–1825), Gutsbesitzer, Oberstallmeister und Abgeordneter im Fürstentum Waldeck
- Milchling von Schönstadt, Georg Dietrich (1869–1937), deutscher Oberst und Sicherheitspolizeikommandeur
- Milchmaa (* 1984), Schweizer Rapper
- Milchraum, Patrick (* 1984), deutscher Fußballspieler
- Milchsack, Gustav (1850–1919), deutscher Bibliothekar und Germanist
- Milchsack, Lilo (1905–1992), deutsche Verbandsfunktionärin, Gründerin der Deutsch-Britischen Gesellschaft

### Milci
- Milčius, Leonas (* 1942), litauischer Politiker

### Milck
- Milckau, Moritz Friedrich von (1670–1740), sächsischer Generalmajor

### Milcz
- Milczanowski, Andrzej (1939–2024), polnischer Jurist und Politiker